# La Revanche du sacristain cannibale
Pour plus de détails, voir Fiche technique et Distribution.
La Revanche du sacristain cannibale est une comédie horrifique de Jean-Jacques Rousseau, « le cinéaste de l'absurde », sorti en 2006, produit par Flight Movie.

## Synopsis
Mais pourquoi donc, le sacristain d’Obaix a-t-il dévoré son père, sa mère, une quantité de dames et son chat ?
Joseph Charles, sacristain d'une petite commune située en Europe francophone perd son épouse dans des circonstances plus que mystérieuses. Mourante, elle lui a laissé un enfant que le sacristain a légué à une œuvre de bienfaisance.
Vivant seul depuis la disparition de sa femme, le sacristain ne parvient plus à gérer le quotidien de sa pauvre existence. La sacristie est devenue une véritable grange à bouc et les tâches ménagères, insurmontables. Joseph passe donc une annonce dans le village pour engager une femme de ménage.
Le sacristain a également reçu un livre sur les recettes du cannibalisme que lui a offert le cinéaste de l'absurde Jean-Jacques Rousseau.
Tout se mélange dans son esprit malade. Il décide de mettre en pratique les enseignements du bouquin. Le besoin étrange de dévorer l'être aimé le poussera au paroxysme de l'horreur.

## Fiche technique
- Titre : La Revanche du Sacristain cannibale
- Réalisation : Jean-Jacques Rousseau
- Montage : Fabien Leroy
- Production : Etienne Chambolle et Christophe Folcher
- Société de production : Flight Movie
- Pays :  France et  Belgique
- Genre : Comédie horrifique et thriller
- Durée : 45 minutes
- Format :  rapport de forme : 1,33:1
- Dates de sortie : 
  - Belgique : 17 mars 2006 (Festival international du film fantastique de Bruxelles)

## Distribution
- Philippe Otlet : Le sacristain